# Ladislav Šupka
Ladislav Šupka (* 1. srpna 1928) byl český a československý politik Komunistické strany Československa, ministr pro technický a investiční rozvoj ČSSR a poslanec Sněmovny národů Federálního shromáždění za normalizace.

## Biografie
Dlouhodobě zastával v letech 1970-1983 vládní post ministra pro technický a investiční rozvoj ČSSR v první vládě Lubomíra Štrougala (v ní ještě formálně jako Ministr - předseda Výboru pro technický a investiční rozvoj), druhé vládě Lubomíra Štrougala, třetí vládě Lubomíra Štrougala a čtvrté vládě Lubomíra Štrougala. Jeho nástup do ministerské funkce byl součástí finální výměny vrcholných politických špiček v souvislosti s normalizačními čistkami.
Ve volbách roku 1976 usedl do české části Sněmovny národů (volební obvod č. 3 - Praha 3-Praha 10). Mandát získal znovu ve volbách roku 1981 (obvod Praha 3 a Praha 10). Ve Federálním shromáždění setrval do konce funkčního období, tedy do voleb roku 1986.